# 巴生河

巴生河

巴生河,《航海圖》譯吉令河是流經馬來西亞吉隆坡和雪蘭莪的一条河，全长約120公里，流域面積達1288平方公里，始源於距離吉隆坡以北大約25公里、海拔100米的一個高原，並最終向東匯入馬六甲海峽。

## 支流
巴生河共有11支流，主要包括鹅嘜河、峇都河、克拉容河、白沙罗河、格罗河、古腰河、本查拉河和安邦河。

## 流经市镇
这条河开始于雪兰莪州的安邦再也，然后沿安邦-吉隆坡高架公路向下转，直到市中心。
吉隆坡位于鵝麥河流入巴生河处。然后它南流至八打灵再也。更下流，巴生河流经雪州首府莎阿南。巴生市处于此河下流处。
因巴生河流经人口高达四百万的巴生河流域，它被严重的污染。处于大肆的发展中，河道多处已变窄，既改为排水道。这也造成吉隆坡时常发生闪电水灾。
马來西亚最大海港巴生港，就在巴生河入海口。